# Josephine Skriver
Josephine Skriver (sinh 14 tháng 4 năm 1993) là một người mẫu thời trang của Đan Mạch. Cô là thành viên Victoria's Secret và kể từ khi ra mắt mẫu của cô trong năm 2011. Cô đã bước vào hơn 300 show diễn thời trang, người mẫu cho xét một số thương hiệu thời trang lớn nhất thế giới và Beens trên trang bìa và các tạp chí như Vanity Fair, Elle, Vogue, Harper's Bazaar, Marie Claire..
Skriver sinh ra và lớn lên ở Copenhagen, Đan Mạch. Mẹ cô là một nhà phân tích CNTT và cha cô là một nhà sinh vật học Hải quân. người thân của cô là hai người đồng tính và Skriver và em trai cô, Oliver, Were Được hình thành thông qua thụ tinh trong ống nghiệm.
Ở tuổi 15, Skriver phát hiện và tiếp cận về tiềm năng người mẫu của mình trong khi trên một chuyến đi đến New York với đội bóng đá của mình. Ngay sau đó, cô ký hợp đồng với Unique Models, một hãng thời người mẫu quốc tế có trụ sở tại Copenhagen. Cô được nhiều hãng người mẫu khác ngoài Đan Mạch mời hợp tác nhưng cô quyết định ở lại trường học. Sau khi học xong, cô bắt đầu theo đuổi sự nghiệp người mẫu vào năm 2011. 

## Sự nghiệp
Mùa ra mặt Thu/Đông đầu tiên cô mở đầu mùa thời trang cho Alberta Ferretti và đóng lại mùa thời trang Thu/Đông cho Prada. Mùa giải đó, cô biểu diễn thời trang cho nhiều nhà thiết kế nổi tiếng như Calvin Klein, rag and bone, Gucci, Dolce & Gabbana, Givenchy, Yves Saint Laurent, Valentino, Alexander McQueen, Balenciaga, DKNY và Christian Dior.
Kể từ đó cô đã biểu diễn thời trang cho hơn 300 nhãn hiệu thời trang, bao gồm Chanel, Oscar de la Renta, D&G, Donna Karan, Giorgio Armani, Marc Jacobs, Diane von Furstenberg, Michael Kors, Ralph Lauren, Versace, Tommy Hilfiger, Elie Saab, Vera Wang, Balmain, Badgley Mischka, Céline, Christopher Kane, Giambattista Valli, Louis Vuitton, Jil Sander, Nina Ricci, Rochas, Roland Mouret, Max Mara, Phillip Lim, Carolina Herrera, Mugler, Zac Posen, Cushnie et Ochs, Kenneth Cole, Victoria's Secret, IRFE, Guy Laroche, Roberto Cavalli, Emilio Pucci, Trussardi, Emporio Armani, Ports 1961, Alberta Ferretti, Dsquared2, Tom Ford, Barbara Casasola, Matthew Williamson, L'Wren Scott, Jeremy Scott, Thakoon Panichgul, Yigal Azrouël, Monique Lhuillier, Jason Wu, Lanvin, John Rocha, Temperley London, Erdem, Clements Ribeiro, Dennis Basso, Reem Acra, Ralph Rucci, Richard Chai, Akris, Valentin Yudashkin, Hussein Chalayan, Bottega Veneta, Victoria Beckham, See by Chloé, Alexis Mabille, Paco Rabanne, Giambattista Valli, Cacharel, John Galliano, Vanessa Bruno, Moschino, Derek Lam, Joseph Altuzarra, Richard Nicoll, Reed Krakoff, Rodarte, Doo-Ri Chung, Peter Som, Fendi, Giles, Jaeger, Azzedine Alaia, Etro, Stella McCartney và nhiều hãng khác nữa.
Trong suốt sự nghiệp, cô đã tham gia các chiến dịch cho các nhãn hàng như H&M, Dior, Gucci, Bulgari, DKNY, Michael Kors, Balmain, MAC Cosmetics, Armani Exchange, Karen Millen, Max Mara, TOPTEN, Tommy Hilfiger, Yves Saint Laurent Beauty, Caleres, Tom Ford, Shu Uemura, Andrew Marc, G-Shock, Victoria's Secret và cô đã xuất hiện trên trang bìa của các tạp chí như Marie Claire, Vanity Fair, V Magazine, Interview, L'Officiel, Vs., W, Allure, Italian, Vogue Đức, Nga, Trung Quốc, Nhật Bản, Úc, Brazil và Mỹ cũng như Elle Vogue as well as Đan Mạch, Ý, Brazil, Thụy Điển, Pháp và Harper's Bazaar Anh, Ba Lan, Mexico, Ả Rập và Mỹ và nhiều tạp chí khác nữa.
Cô đã làm việc với Mario Testino cho Michael Kors, Steven Meisel for Vogue Italia, Tim Walker cho American Vogue, Greg Kadel cho Vogue Đức, Terry Richardson cho H&M và Patrick Demarchelier cho Dior.
Skriver đã xuất hiện trong các catalog cho Victoria's Secret và biểu diễn thời trang cho Victoria's Secret Fashion Show hàng năm từ năm 2013. Tháng 2 năm 2016, người ta thông báo Skriver chính thức ký hợp đồng với Angels.